# Église Sainte-Jeanne-d'Arc d'Eslettes
L'église Sainte-Jeanne-d'Arc est une église catholique située à Eslettes, en France.

## Localisation
L'église est située à Eslettes, commune du département français de la Seine-Maritime à l'angle de la rue des Roses et de la rue des Lilas.

## Historique
L'église est datée des années 1924-1925. L'architecte de l'édifice est Pierre Chirol. 
L'édifice est béni le 14 juin 1925 par l'archevêque de Rouen, André de La Villerabel.
L'édifice est inscrit au titre des monuments historiques par arrêté du 12 septembre 2001.

## Description
L'édifice est en briques et silex.